# Giovanni Agostino Panteo
Giovanni Agostino Panteo (en latin, Joannes Augustinus Pantheus) est un prêtre et alchimiste vénitien du XVIe siècle.
Il publie en 1519 un Ars transmutationis metallicae (Art de la transmutation des métaux), avec l'autorisation du pape Léon X et du Conseil des Dix de Venise (alors que ce dernier avait interdit la pratique de l'alchimie dès 1488, à cause des problèmes de contrefaçon et de faux-monnayage).
En 1530, il distingue alchimie et archimie (qu'il appelle aussi «voarchadumie») dans son Voarchadumia contra Alchimiam ars distincta ab Archimia et Sophia. Pour Pantheus l' alchimie ne permet d'obtenir que des objets dorés en surface et en apparence, alors que l' archimie est l'ancienne science du personnage biblique Tubal-Caïn (Gn 4. 22), suivie par les auteurs alchimiques médiévaux arabes et latins. Il s'agit pour lui d'une "Cabale des métaux", à l'époque où la kabbale, introduite par Pic de la Mirandole suscite en occident une importante fascination. Les traités de Panteo furent réimprimés en 1550 à Paris, et repris dans le grand recueil alchimique du Theatrum Chemicum. Ils ont intéressé de nombreux alchimistes parmi lesquels John Dee, Michael Maier, Jacques Gohory, Heinrich Khunrath, Oswald Croll et Andreas Libavius.
Dans la Voarchadumia contra alchimiam présente trois alphabets: l'alphabet hébraïque, le Transitus Fluvii inventé par Heinrich Cornelius Agrippa dans son De occulta philosophia (1513) et un alphabet original qu'il attribue à Énoch, et qui préfigure l'alphabet enochien (langage angélique) de John Dee (vers 1583) (une copie du texte de Panteo annoté par Dee en 1559 se trouve à la British Library).

## Ouvrages
- Voarchadumia contra alchimiam, ars distincta ab archimia et sophia cum additionibus, proportionibus, numeris et figuris opportunis Joannis Augustini Panthei, veneti sacerdotis Paris, Vivant Gaultherot, 1550 sur gallica
- Joannes Augustinus Pantheus  Ars et theoria transmutationis metallicae cum Voarchadumia, proportionibus, numeris et iconibus rei accommodis illustrata, Joanne Augustino Pantheo veneto authore Paris, Vivant Gaultherot, 1550 sur gallica
- Forshaw, Peter, 'Cabala Chymica or Chemica Cabalistica - Early Modern Alchemists and Cabala', Ambix, Vol. 60:4 (2013)